# Symplocos chaoanensis
Symplocos chaoanensis är en tvåhjärtbladig växtart som beskrevs av F.G.Wang och H.G.Ye. Symplocos chaoanensis ingår i släktet Symplocos och familjen Symplocaceae. Inga underarter finns listade i Catalogue of Life.